# Têtes Raides
Têtes Raides è un gruppo rock francese, che mescola il genere della chanson realiste, testi surrealisti e poetici, radici punk, teatro e musiche da circo.

## Storia
Il gruppo è stato creato nel 1984 nella banlieue parigina, sotto il nome di Red Ted. Nel 1987 prendono il nome di Têtes Raides (declinato al singolare e senza articolo) e solo il primo disco, il 45 giri C'est quoi?, riporta entrambi i nomi Red Ted e Têtes Raides; in seguito il nome sarà solo Têtes Raides.
All'origine, il gruppo è piuttosto elettrico, influenzato dalla scena punk. L'arrivo di Anne-Gaëlle Bisquay, violoncellista di formazione classica, sul terzo album (Les oiseaux) segna una svolta nell'universo musicale del gruppo.
Una voce grave accompagna una musica falsamente sempliciotta con testi a volte brutali ed un umore nero onnipresente. Sulla scena si combinano emozione, poesia, luce, umore, intensità, un colore musicale speciale in un ambiente caloroso di cabaret (tra il rock alternativo, la canzone realistica ed il ballo musetta).
Si potrebbe dire che c'è un miscuglio di Jacques Brel, Georges Brassens ed un po' di Négresses vertes con un suono molto ramato, acustico e dei testi surrealisti in un tono molto sottile e di una ricchezza di rado incontrata.
Riconosciuto dalla stampa specializzata, questo gruppo solca la Francia e dà più di 200 concerti all'anno in sale di 1000 persone ben riempite.
Nel periodo successivo al 21 aprile 2002, come reazione alla presenza di Jean-Marie Le Pen al secondo giro delle elezioni presidenziali francesi, il gruppo, da tempo impegnato politicamente, lancia un appello insieme a diversi movimenti politici, sindacali, sociali ed artistici: l'obiettivo è di "(battersi) per le nostre vite, e per tutto ciò che può renderle belle ed allegre: la libertà di andare ed abitare dove vogliamo; il diritto ad un reddito rispettabile, che sia o no legato ad un'occupazione; un alloggio dove vivere; l'accesso ad un sistema sanitario di qualità per tutti e tutte; l'uguaglianza effettiva tra gli uomini e le donne; un impiego intelligente di tutte le risorse del nostro pianeta; la visibilità ed i diritti di tutti quelli e coloro che, fra noi, si chiamano "minoranze"; la libera circolazione della conoscenza, dei progressi tecnici o scientifici; l'arte; sistemi sociali, politici, educativi ed economici al servizio delle necessità e dei desideri di tutti e tutte.."

## Composizione del gruppo

### Formazione attuale

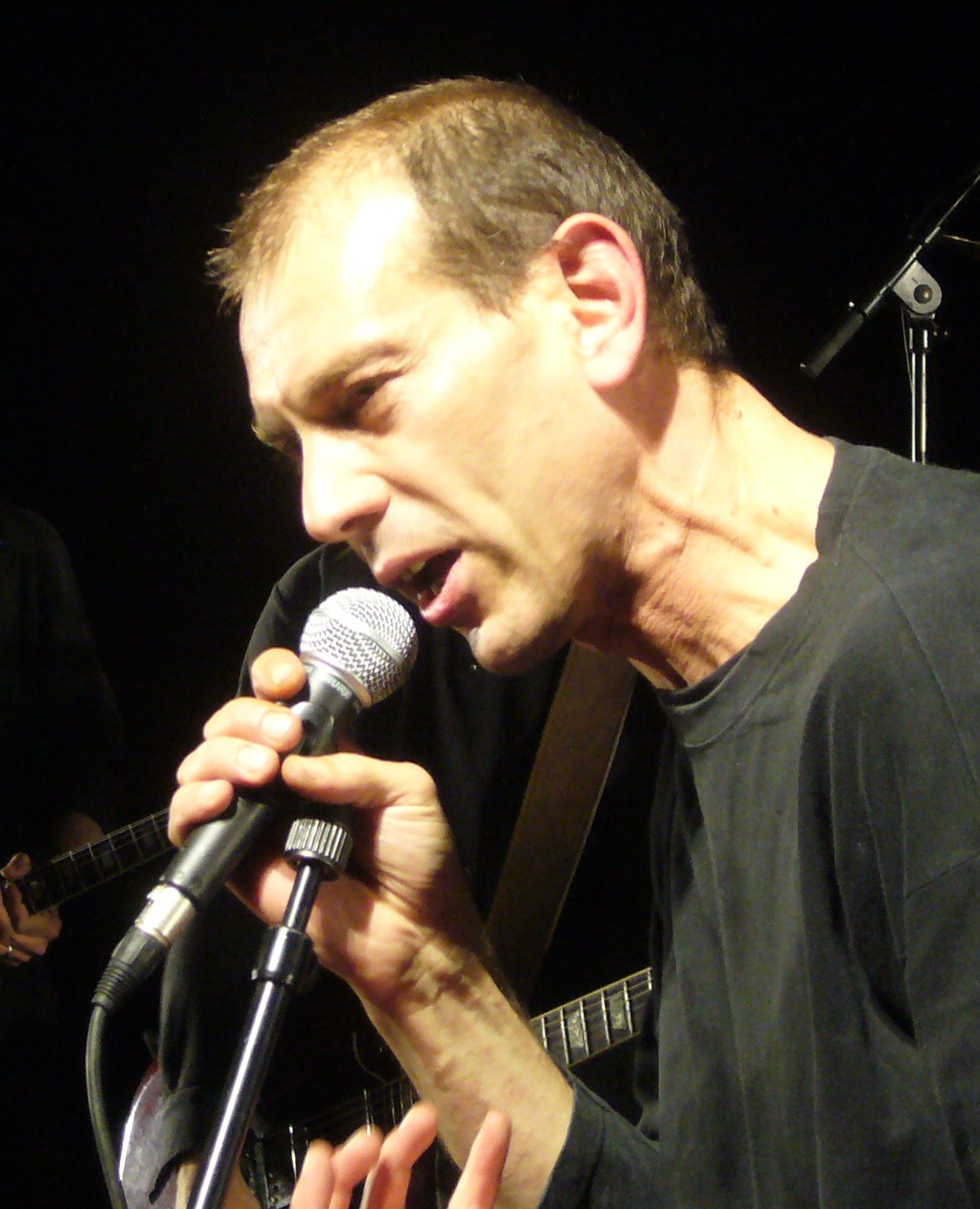
Christian Olivier in un concerto del 2006

- Christian Olivier: voce, fisarmonica, chitarra acustica, grafica
- Serge Bégout: Chitarra acustica, sassofono baritone
- Eric Delbouys: batteria
- Antoine Pozzo Di Borgo (detto "Fufaan"): basso, contrabbasso, tromba
- Mick Ravassat: chitarra
- Roch Havet: tastiera

### Ex membri
- Jean-Luc Millot (detto "Lulu"): batteria, voce
- Edith Bégout: tuba, baseball bat, pianoforte (sorella di Serge)
- Caroline Geryl: batteria, voce
- Pascal Olivier (detto "Cali"): basso, contrabbasso, bombardone, tuba, voce (fratello di Christian)
- Scott Taylor: fisarmonica, pianoforte, tromba
- Pierre-Alain Josse (detto "Hallu"): batteria, voce
- Grégoire Simon (detto "Iso"): Sassofono, flauto, fisarmonica, voce
- Pierre Gauthé (detto "Kropol"): Trombone, chitarra
- Anne-Gaëlle Bisquay: Violoncello, violino
- Jeanne Robert: violino

### Collaboratori
- Arnaud Lécharny: responsabile di produzione e amministrazione
- Jef Le Poul: regista generale
- Francis Terrade (detto "Fantôme"): light designer
- Terry Serrade (detto "Titi"): luci, canto
- Fred Chapotat: fotografo
- Christophe Becquereau (detto "Zébulon"): suono (dal 1989 al 1993)
- François Vachon: suono (dal 1993)
- Nicolas Ost: suono

## Collaborazioni
Artisti come Jean Corti (fisarmonicista di Jacques Brel) o Yann Tiersen collaborano o hanno collaborato regolarmente con le Têtes Raides. Si può anche notare un duetto con i Noir Désir nell'album Gratte poil. Christine Ott ha partecipato all'album Qu'est ce qu'on se fait chier e alla tournée che ha seguito con i suoi ondes Martenot.

## Discografia

### Album in studio
- 1988 - C'est quoi ? (45 giri - 4 titoli)
- 1989 - La Galette molle (45 giri - 3 titoli)
- 1989 - Not dead but bien raides
- 1990 - Mange tes morts
- 1992 - Les oiseaux
- 1993 - Fleur de yeux
- 1996 - Le bout du toit
- 1998 - Chamboultou
- 2000 - Gratte poil
- 2003 - Qu'est-ce qu'on s'fait chier !
- 2005 - Fragile
- 2007 - Banco
- 2011 - L'An demain
- 2011 - Les Artistes
- 2013 - Corps de mots
- 2014 - Les Terriens

### Live
- 1997 - Viens ! (album live)
- 2004 - 28.05.04 (album live)

### Compilation
- 2000 - 10 ans de Têtes Raides (compilation)
- 2006 - Aïe
- 2008 - 20 ans de Ginette

### Collaborazioni
- 2001 - partecipazione al disco Les oiseaux de passages in omaggio di Georges Brassens con i Noir Désir, Arthur H, Lofofora, Miossec, Cornu, Saez

## Videografia
- 1993 - Fleur de yeux (film realizzato da Fred Chapotat e proiettato durante la tournée del 1993 nelle sale di cinema sperimentale francese)
- 1999 - Têtes Raides, en boitier carton (Videocassetta fuori commercio che contiene una raccolta di video di 9 canzoni)
- 2003 - Têtes Raides aux Bouffes du Nord (live registrato nel 2002)
- 2008 - Trash live au Bataclan (live registrato nel novembre 2006)
- 2013 - Corps de mots (live dello spettacolo Corps de mots, registrato il 14 e 15 settembre 2012, Bouffes du Nord)